# Plummerella lineata
Plummerella lineata är en insektsart som beskrevs av Delong 1944. Plummerella lineata ingår i släktet Plummerella och familjen dvärgstritar. Inga underarter finns listade i Catalogue of Life.